# Scolopia oreophila
Scolopia oreophila é uma espécie de planta da família Salicaceae. É endémica da África do Sul.